# 潘复故居
潘复故居建于1919年，是清末举人、原山东省实业司司长、北洋政府财政次长兼盐务署署长、边业银行创办者、中华民国军政府内阁总理潘复的住宅。位于当时的天津英租界的马厂道（Race Course Road）（今和平区马场道2号），该故居作为天津五大道近代建筑群的重要组成部分，被中华人民共和国国务院批准为全国重点文物保护单位。现为天津市第二十中学行政楼。

## 历史
该建筑是潘复于1919年委托开滦煤矿董事长庄乐峰请法国建筑师设计并建造的，在1919年至1939年期间为潘复的居住地，中华人民共和国成立后，该建筑曾先后为天津市农林局、交通银行天津分行办公使用。2005年，该建筑因建天津地铁一号线小白楼站拆除，2006年，潘复旧居复建并作为天津市第二十中学行政楼使用。
　　

## 建筑风格
潘复故居占地面积十余亩，建筑面积为3827．99平方米，院内共有楼房和平房共117间。院西北角建有平房，院子以铁栅围墙并种有各种花木和草坪绿地，院子中间设有甬道直通主楼正门。潘复故居分为东西两楼，东楼为砖木结构三层楼房，屋顶为大瓦、瓦垄铁顶，外立面为水泥抹面，设有圆形和五面形阳台，建筑内部设有11处卫生间和洗澡间，门窗地板均用菲律宾木料。西楼为砖木结构三层楼房，一楼设有两间大会客室，原故居内部的墙壁和顶棚均装饰有油画，墙壁装饰有花、木、鱼、虫图案，顶棚绘制有四个西方美女形象。该建筑是一座具有西欧风格的花园式楼房。